# آرمانوش کوزمویان
آرمانوش کوزمویی کوزمویان (ارمنی: Արմանուշ Կոզմոյի Կոզմոյան؛  ۷ سپتامبر ۱۹۴۵) لغت‌شناس، ایران‌شناس، فارسی‌پژوه و خاورشناس و استاد اهل ارمنستان است. 

## زندگی‌نامه
وی در ۷ سپتامبر ۱۹۴۵ در ایروان به دنیا آمد و از دانشگاه دولتی ایروان (۱۹۶۷) فارغ‌التحصیل گشت. وی در  فرهنگستان ملی علوم ارمنستان فعالیت کرده است. وی پس از پایان تحصیلات دبیرستانی وارد دانشگاه دولتی ایروان شد و در دانشکدهٔ شرق‌شناسی، در رشتهٔ زبان و ادبیات فارسی به تحصیل پرداخت. پس از دریافت دانشنامهٔ کارشناسی تحصیلات خود را در دورهٔ کارشناسی بنیاد خاورشناسی روسیه در مسکو ادامه داد و سپس موفق به دریافت مدرک نامزدی علوم و دانشمندی ارشد بنیاد خاورشناسی آکادمی علوم ارمنستان شد. وی در ۱۹۷۷م در رشتهٔ ادبیات فارسی در سده‌های میانه از آکادمی علوم اتحاد جماهیر شوروی در مسکو دانشنامهٔ دکتری گرفت و سپس در دانشگاه هراچیا آجاریان به تدریس سرگرم شد. وی در همایش جهانی استادان زبان فارسی که در دی ماه ۱۳۷۴ش در تهران برگزار شد، شرکت داشت و مقاله‌ای با نام «شناسایی محیط علمی ایران» ارائه داد.
از آثارش: 
- تحول رباعی در فارسی تاجیکی در سده‌های ۱۰–۱۲م
- گردن‌بند مروارید که مجموعهٔ پانصد رباعی از شاعران قدیم فارسی است. آرمانوش این رباعی‌ها را از فارسی به ارمنی برگردانده و بر آن‌ها مقدمه نوشته و حواشی زده است
- عمر خیام که ترجمه و توضیح شصت رباعی منسوب به خیام است
- رودکی که ترجمهٔ شماری از اشعار رودکی است
- مقایسهٔ فن شعر در زبان ارمنی و فارسی دورهٔ کلاسیک
- رباعی در شعر فارسی
- بیست مقالهٔ علمی دربارهٔ ادبیات دینی در قرون وسطا

## یادداشت
1. ↑  բանասիրական գիտությունների դոկտոր
2. ↑  արևելագիտության ինստիտուտ